# 南環 (香港)

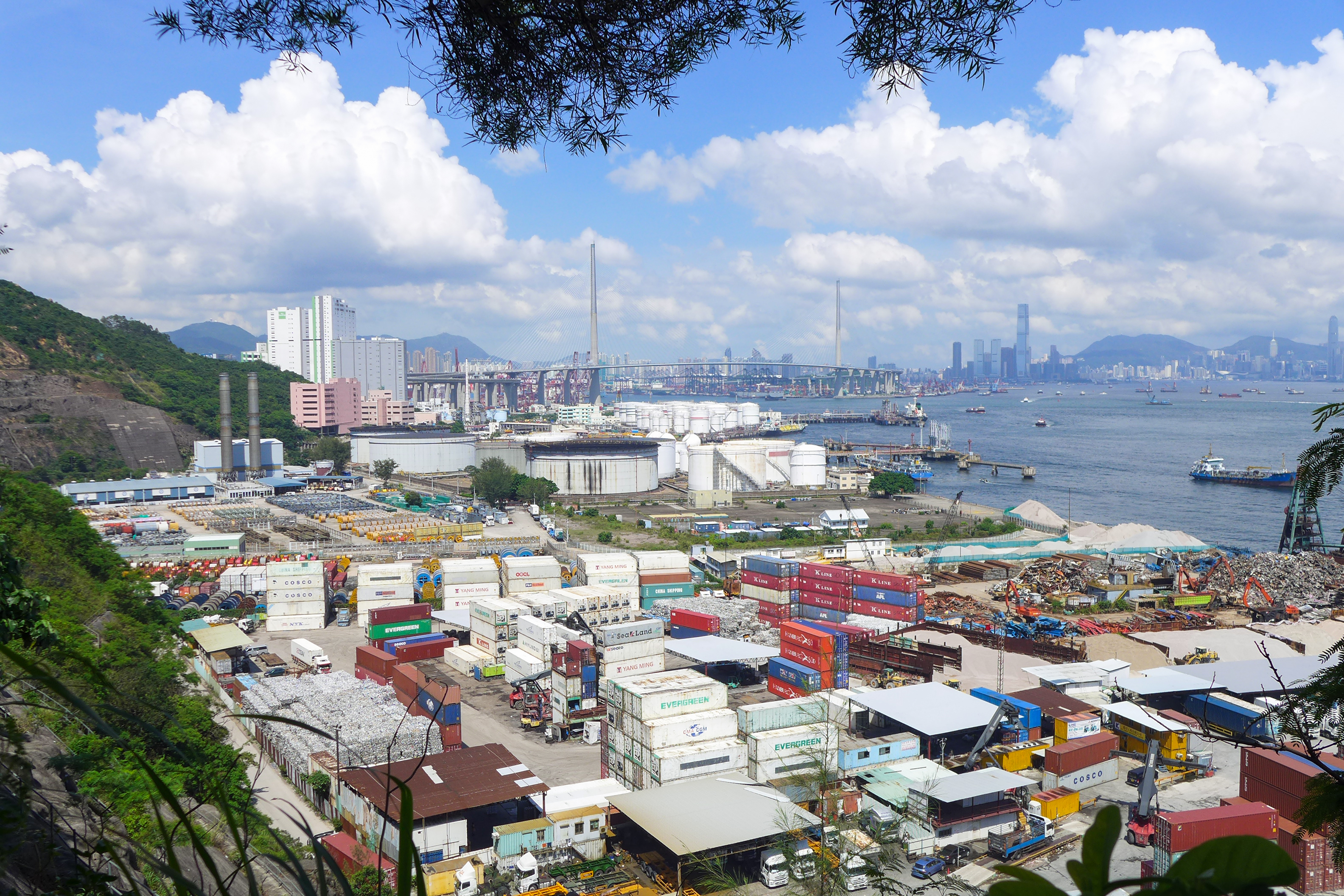
南環的油庫

南環（英語：Nam Wan），又稱南灣或大南灣（英語：Tai Nam Wan），是香港一個已消失的海灣，位於新界青衣島南面，茜草灣以南，是中華電力前青衣發電廠的所在地，現為該公司的倉庫，以及貨櫃場。
南環的東邊稱為南灣角，是南灣隧道東側出入口所在地。